# Discografia de Three Days Grace
A discografia da banda Three Days Grace, consiste em seis álbuns de estúdio, um álbum gravado ao vivo, vinte e um singles, treze vídeoclipes e onze participações em compilações.

## Álbuns de estúdio
| Ano                        | Detalhes                                                                       | Posição | Posição | Posição  | Posição  | Posição | Posição | Certificações (vendas) |
| Ano                        | Detalhes                                                                       | CAN     | EUA     | EUA Rock | EUA Heat | AUS     | NZ      | Certificações (vendas) |
| -------------------------- | ------------------------------------------------------------------------------ | ------- | ------- | -------- | -------- | ------- | ------- | ---------------------- |
| 2003                       | Three Days Grace - Lançamento: 22 de Julho de 2003 - Gravadora: Jive Records   | 9       | 69      | —        | 1        | 47      | 21      | - EUA: Platina         |
| 2006                       | One-X - Lançamento: 13 de Junho de 2006 - Gravadora: Jive Records              | 2       | 5       | 2        | —        | —       | —       | - EUA: Platina         |
| 2009                       | Life Starts Now - Lançamento: 22 de Setembro de 2009 - Gravadora: Jive Records | 2       | 3       | 2        | —        | 77      | —       | - EUA: Ouro            |
| 2012                       | Transit of Venus - Lançamento: 2 de Outubro de 2012 - Gravadora: RCA Records   | 4       | 5       | 3        | —        | —       | —       | -                      |
| "—" não chegou às tabelas. |                                                                                |         |         |          |          |         |         |                        |

## EP
| Ano  | Detalhes                                                           |
| ---- | ------------------------------------------------------------------ |
| 2000 | Three Days Grace Demo - Gravadora: Jive Records                    |
| 2004 | Rolling Stone Original: Three Days Grace - Gravadora: Jive Records |
| 2007 | Three Days Grace: Sessions@AOL - Gravadora: Independente           |
| 2007 | Never Too Late EP - Gravadora: Jive Records                        |

## Singles
| Ano                        | Single                        | Posição | Posição   | Posição          | Posição    | Posição | Posição | Certificação | Álbum                   |
| Ano                        | Single                        | EUA     | EUA Main. | EUA Alter. Songs | Rock Songs | CAN     | AUS     | Certificação | Álbum                   |
| -------------------------- | ----------------------------- | ------- | --------- | ---------------- | ---------- | ------- | ------- | ------------ | ----------------------- |
| 1995                       | "Eddie"                       | —       | —         | —                | —          | —       | —       |              | Wave of Popular Feeling |
| 1996                       | "Poison Ivy"                  | —       | —         | —                | —          | —       | —       |              | Wave of Popular Feeling |
| 1996                       | "Stare"                       | —       | —         | —                | —          | —       | —       |              | Wave of Popular Feeling |
| 2003                       | "I Hate Everything About You" | 55      | 4         | 2                | 28         | —       | 22      | - EUA: Ouro  | Three Days Grace        |
| 2004                       | "Just Like You"               | 55      | 1         | 1                | —          | —       | —       |              | Three Days Grace        |
| 2004                       | "Home"                        | 90      | 2         | 7                | —          | —       | —       |              | Three Days Grace        |
| 2004                       | "Wake Up"                     | —       | —         | —                | —          | —       | —       |              | Three Days Grace        |
| 2006                       | "Animal I Have Become"        | 60      | 1         | 1                | 60         | —       | —       | - EUA: Ouro  | One-X                   |
| 2006                       | "Pain"                        | 44      | 1         | 1                | 47         | 52      | —       | - EUA: Ouro  | One-X                   |
| 2007                       | "Never Too Late"              | 71      | 1         | 2                | 19         | 30      | —       | - EUA: Ouro  | One-X                   |
| 2007                       | "Riot"                        | —       | 12        | 21               | —          | 65      | —       |              | One-X                   |
| 2009                       | "Break"                       | 91      | 14        | 21               | —          | 26      | —       |              | Life Starts Now         |
| 2010                       | "The Good Life"               | 117     | 3         | 18               | —          | 77      | —       |              | Life Starts Now         |
| 2010                       | "World So Cold"               | 114     | 17        | 34               | 32         | 94      | —       |              | Life Starts Now         |
| 2011                       | "Lost in You"                 | 117     | 8         | 18               | 19         | 37      | —       |              | Life Starts Now         |
| 2012                       | "Chalk Outline"               | 106     | 1         | 24               | 32         | 65      | —       |              | Transit of Venus        |
| 2013                       | "The High Road"               | —       | 1         | 24               | 32         | 69      | —       |              | Transit of Venus        |
| 2013                       | "Misery Loves My Company"     | —       | 15        | —                | —          | —       | —       |              | Transit of Venus        |
| "—" não chegou às tabelas. |                               |         |           |                  |            |         |         |              |                         |

### Videoclipes
| Ano  | Título                        | Diretor(es)     |
| ---- | ----------------------------- | --------------- |
| 2003 | "I Hate Everything About You" | Scott Winig     |
| 2003 | "Just Like You"               | Scott Winig     |
| 2004 | "Home"                        | Dean Karr       |
| 2006 | "Animal I Have Become"        | Dean Karr       |
| 2006 | "Pain"                        | Tony Petrossian |
| 2007 | "Never Too Late"              | Tony Petrossian |
| 2009 | "Break"                       | P.R. Brown      |
| 2010 | "The Good Life"               | Michael Maxxis  |
| 2012 | "Chalk Outline"               | Shane Drake     |
| 2013 | "Misery Loves My Company"     |                 |

### Músicas em compilações
| Ano  | Música                                  | Participação                      |
| ---- | --------------------------------------- | --------------------------------- |
| 2002 | "Home"                                  | Run Like Hell                     |
| 2003 | "I Hate Everything About You"           | Big Shiny Tunes 8                 |
| 2004 | "I Hate Everything About You"           | Hot Wheels: Hot Hits 4            |
| 2004 | "I Hate Everything About You"           | So Fresh: The Hits of Winter 2004 |
| 2004 | "I Hate Everything About You"           | Now That's What I Call Music! 15  |
| 2004 | "Just Like You"                         | Now That's What I Call Music! 16  |
| 2005 | "Home"                                  | Now That's What I Call Music! 18  |
| 2005 | "Just Like Wylin'" (feat. Bone Crusher) | xXx: State of the Union           |
| 2005 | "Are You Ready?"                        | Cursed                            |
| 2006 | "Animal I Have Become"                  | Big Shiny Tunes 11                |
| 2007 | "Never Too Late"                        | Now That's What I Call Music! 26  |
| 2007 | "Never Too Late"                        | Big Shiny Tunes 12                |

## DVDs
- Live at the Palace (2008)